# Thomas Kothmann

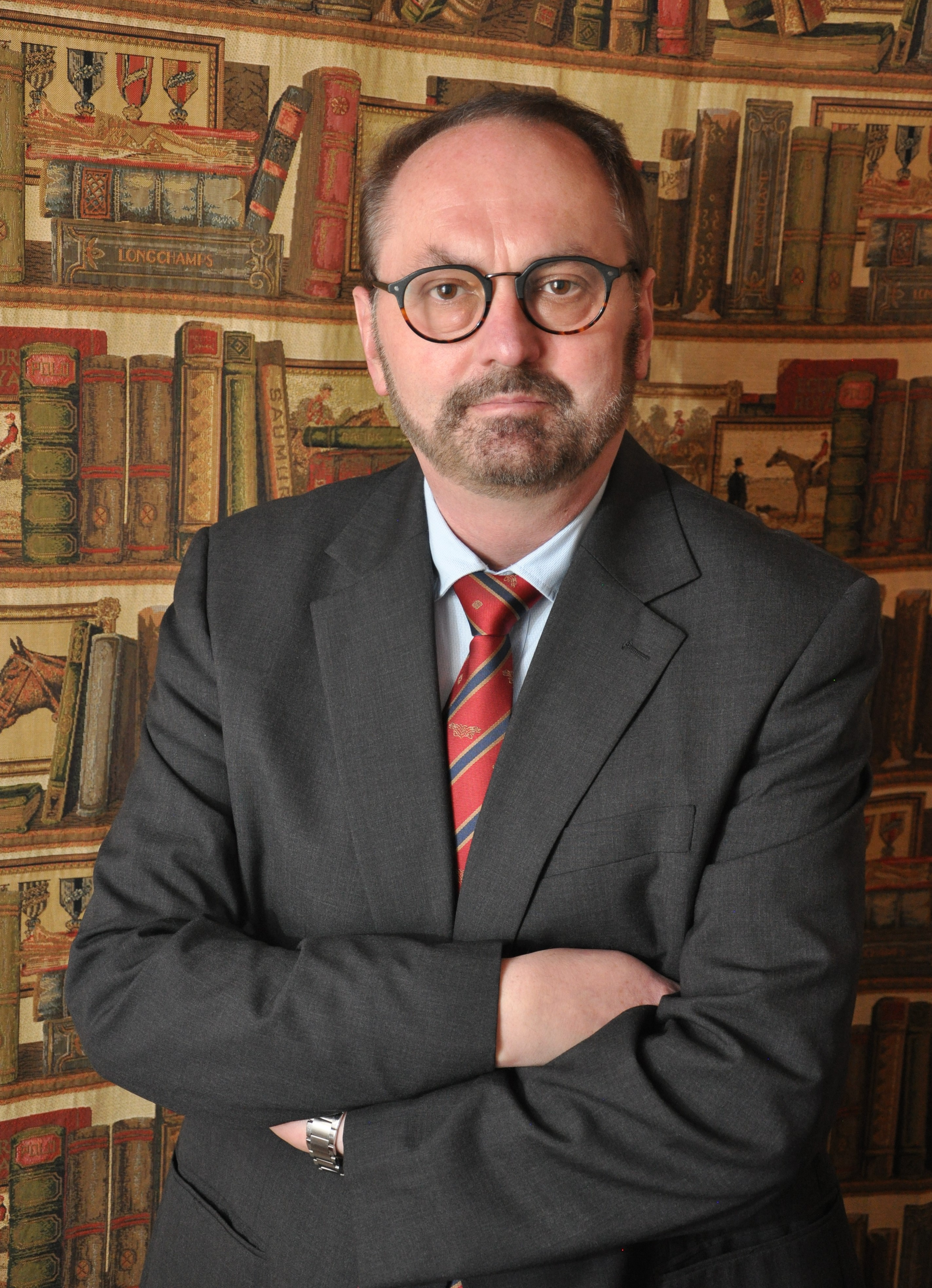
Thomas Kothmann (2021)

Thomas Kothmann (* 22. April 1965 in Hof; † 4. August 2022) war ein lutherischer Theologe, Pfarrer der Evangelisch-Lutherischen Kirche in Bayern und apl. Professor am Lehrstuhl für Religionspädagogik und Didaktik des Religionsunterrichts an der Universität Regensburg.

## Leben und Wirken
Thomas Kothmann studierte nach dem Abitur am Schiller-Gymnasium in Hof von 1986 bis 1993 evangelische Theologie an der Augustana-Hochschule Neuendettelsau, am Australian Lutheran College in Adelaide, an der Ludwig-Maximilians-Universität in München sowie an der Lutheran School of Theology (Loyola University Chicago). Im Jahr 1991 erhielt er den Master of Arts in Religion. Während der Münchner Studienjahre war er Stipendiat des Collegium Oecumenicum, eines internationalen christlichen Studienkollegs.
Nach dem Vikariat (1993 bis 1996) an der Johanneskirche in Coburg leitete er bis 1998 das Johann-Hiltner-Studentenwohnheim der Protestantischen Alumneumsstiftung in Regensburg. Im Jahr 2000 promovierte er an der dortigen Universität bei Hans Schwarz im Fach Systematische Theologie mit einer Arbeit über Karl Heim (1874–1958) und arbeitete danach bis 2004 als Wissenschaftlicher Assistent am Lehrstuhl für Religionspädagogik und Didaktik des Religionsunterrichts.
2004 habilitierte er sich im Fachbereich Religionspädagogik bei Martin Bröking-Bortfeldt mit einer Untersuchung zur Geschichte des Evangelischen Religionsunterrichts in Bayern und war bis zu seinem Tod in der Ausbildung von Religionslehrern am Institut für Evangelische Theologie der Universität Regensburg tätig. Im Juli 2011 wurde er dort zum außerplanmäßigen Professor für Religionspädagogik und Didaktik des Religionsunterrichts bestellt. Im März 2018 wurde er von Rektor Tomáš Zima zum Gastprofessor an der Karls-Universität Prag ernannt.
Von 2015 an war er Chefredakteur des Magazins Confessio Augustana. Das lutherische Magazin für Religion, Gesellschaft und Kultur, das von der Gesellschaft für Innere und Äußere Mission im Sinne der lutherischen Kirche in Neuendettelsau herausgegeben wird.

## Mitarbeit/Mitgliedschaft in Gremien und Vereinen
Thomas Kothmann war seit 2011 Officer der deutschen Sektion der International Loehe Society, 2. Vorsitzender der Gesellschaft für Innere und Äußere Mission im Sinne der lutherischen Kirche, Mitglied in der Karl-Heim-Gesellschaft, der Internationalen Bonhoeffer-Gesellschaft, in der Gesellschaft für wissenschaftliche Religionspädagogik, im Verein für Bayerische Kirchengeschichte sowie beim 1. FC Nürnberg.

## Auszeichnungen
- Für die Dissertationsschrift Apologetik und Mission. Die missionarische Theologie Karl Heims als Beitrag für eine Missionstheologie der Gegenwart wurde er 2002 mit dem Johann-Tobias-Beck-Preis ausgezeichnet.[3]
- 2012 verlieh ihm die Hussitisch-Theologische Fakultät der Karls-Universität Prag die Verdienstmedaille František Kovář (1888–1969) für die langjährige Zusammenarbeit im Rahmen des alljährlich stattfindenden deutsch-tschechischen Kooperationsseminars.

## Veröffentlichungen

### Monographien/Herausgeber
- Einig in der Rechtfertigungslehre? Die Aussagen des Dokumentes 'Lehrverurteilungen-kirchentrennend?' und die neuesten Auseinandersetzungen um die Rechtfertigungslehre, München 1993, 48 S. (Systematisch-theologische Examensarbeit im Rahmen der Theologischen Aufnahmeprüfung).
- Apologetik und Mission. Die missionarische Theologie Karl Heims als Beitrag für eine Missionstheologie der Gegenwart, Missionswissenschaftliche Forschungen. Neue Folge Bd. 15, Erlangen 2001, ISBN 3-87214-345-X.
- Evangelischer Religionsunterricht in Bayern. Ideen- und wirkungsgeschichtliche Aspekte im Spannungsfeld von Staat und Kirche, Bd. 1: Das 19. Jahrhundert, Neuendettelsau 2006, ISBN 3-86540-017-5.
- Evangelischer Religionsunterricht in Bayern. Im Kontext von Staat, Schule und Kirche, Bd. 3: Aktuelle Entwicklungen, Dokumente, Fakten, Neuendettelsau 2007, ISBN 978-3-86540-045-1.
- Fröhlich Taufe feiern. Das Fest ein Kind Gottes zu werden, Neuendettelsau 2008, ISBN 978-3-86540-063-5, 4. verbesserte Auflage 2020, ISBN 978-3-94608-344-3.
- Von guten Mächten. Dietrich Bonhoeffers Trostlied, Neuendettelsau 2009, ISBN 978-3-86540-069-7, 2. überarbeitete und neu gestaltete Auflage 2017, ISBN 978-3-946-08320-7.
- Doing Theology in a Global Context. A Festschrift for the Rev. Prof. Dr. Hans Schwarz on the Occasion of his 70th Birthday (zusammen mit Craig L. Nessan), Bangalore/Indien 2009, ISBN 81-7086-510-7.
- Gottesboten. Engeln auf der Spur, Neuendettelsau 2010, ISBN 978-3-86540-086-4.
- Mein Gott – warum? Leid erfahren – Trost finden, Neuendettelsau 2011, ISBN 978-3-86540-095-6.
- Glaube und Denken. Regionale Aspekte der Globalisierung. Eine theologische Würdigung. Glaube und Denken (zusammen mit Hans Schwarz), Frankfurt a. M. 2012, ISBN 978-3-631-63879-8.
- Jesus von Nazareth. Hoffnung für die Welt, Neuendettelsau 2013, ISBN 978-3-86540-118-2.
- Glauben und Leben im Kirchenjahr. Die christlichen Feste, Gedenk- und Feiertage, Neuendettelsau 2014, ISBN 978-3-86540-1830, 2. Auflage 2017, ISBN 978-3-946-08319-1, 3. Auflage 2019, ISBN 978-3-946-08319-1.
- Erhalt uns, Herr, bei deinem Wort. Tägliche Andachten von Martin Luther (zusammen mit Detlev Graf von der Pahlen), Neuendettelsau, 8. verbesserte Auflage 2018, ISBN 978-3-946-08311-5.
- Martin Luther. Der erste Protestant, Neuendettelsau 2017, ISBN 978-3-946-08323-8.
- Theologen-Europäer-Brückenbauer. Christliche Vordenker der europäischen Idee in Böhmen und Deutschland (zusammen mit Jan B. Lášek und Stephen James Hamilton), Neuendettelsau 2020, ISBN 978-3-946083-46-7.

### Aufsätze
- The Confessional Legacy of Dietrich Bonhoeffer. In: Lutheran Forum 3 (1993), S. 34–41.
- Zeugnis geben von der Wahrheit des Evangeliums. Missionstheologische Impulse aus dem Werk Karl Heims. In: Hans Schwarz (Hrsg.): Glaube und Denken. Jahrbuch der Karl-Heim-Gesellschaft, Bd. 15, Frankfurt a. Main 2002, S. 195–225.
- Wertewandel in der Gesellschaft – Eine Herausforderung für die Kirchen und die Religionspädagogik. In: Martin Bröking-Bortfeldt, Martin Rothgangel (Hrsg.): Glaube und Denken. Jahrbuch der Karl-Heim-Gesellschaft, Bd. 16, Frankfurt a. Main 2003, S. 137–160.
- Zur Bedeutung des Religionsunterrichts in einer pluralistischen Gesellschaft. In: Anna Madsen (Hrsg.): Glaube und Denken. Die Bedeutung des Theologie für die Gesellschaft, Frankfurt a. Main 2004, S. 31–50.
- Der Generationenpakt des alten Israel. Zur Aktualität des Elterngebots, In: Glaube und Denken. Jahrbuch der Karl-Heim-Gesellschaft, Bd. 17, Frankfurt a. Main 2005, S. 113–131.
- „… in der vollen Diesseitigkeit glauben lernen.“ Begegnung mit Dietrich Bonhoeffer im Gottesdienst. In: Martin Bröking-Bortfeldt, Martin Rothgangel (Hrsg.): Glaube und Denken. Jahrbuch der Karl-Heim-Gesellschaft, Bd. 18, Frankfurt a. Main 2006, S. 157–190.
- „Im Religionsunterricht habe ich das erste Mal richtig was von Gott gehört …“ Religiöses Lernen als eine lernortverbindende Aufgabe. In: Andrea König (Hrsg.): Glaube und Denken. Christliche Existenz in einer überwiegend nicht-christlichen Umgebung. Situationsbeschreibung, Initiativen und Perspektiven für die Zukunft, Frankfurt a. M. 2008, S. 25–53.
- Zum Dialog der Religionen. In: Craig L. Nessan, Thomas Kothmann (Hrsg.): Doing Theology in a Global Context. A Festschrift for the Rev. Prof. Dr. Hans Schwarz on the Occasion of his 70th Birthday, Bangalore/Indien 2009, S. 113–124.
- Religion unterrichten in Bayern. In: Martin Rothgangel, Bernd Schröder (Hrsg.): Evangelischer Religionsunterricht in den Ländern der Bundesrepublik Deutschland. Empirische Daten – Kontexte – Entwicklungen. Leipzig 2009, S. 29–64.
- Das Christentum zwischen den Religionen und einem denunziatorischen Atheismus. Die Aufgabe einer neuen Apologetik, In: Martin Rothgangel, Ulrich Beuttler (Hrsg.): Glaube und Denken. Jahrbuch der Karl-Heim-Gesellschaft, Bd. 22, Frankfurt a. Main 2009, S. 21–46.
- Evangelische Identität und Gottesdienst. Vom Wesen des lutherischen Gottesdienstes und seiner Bedeutung für eine missionarisch-diakonische Erneuerung der Kirche. In: Andrea König (Hrsg.): Glaube und Denken. Mission, Dialog und friedliche Koexistenz. Zusammenleben in einer multireligiösen und säkularen Gesellschaft, Frankfurt a. M. 2010, S. 29–51.
- Glaubensvorbilder in der individuellen Biographie. In: Martin Rothgangel, Hans Schwarz (Hrsg.): Götter, Heroen, Heilige. Von römischen Göttern bis zu Heiligen des Alltags, Frankfurt a. M. 2011, S. 167–184.
- Melanchthon in Bayern. In: Michael Fricke, Matthias Heesch (Hrsg.): Der Humanist als Reformator. Über Leben, Werk und Wirkung Philipp Melanchthons, Leipzig 2011, S. 27–69.
- Kirche und Israel. Zur Neugestaltung des Verhältnisses von Christen und Juden in der Evangelisch-Lutherischen Kirche in Bayern. In: Hans Schwarz. Thomas Kothmann (Hrsg.): Glaube und Denken. Regionale Aspekte der Globalisierung. Eine theologische Würdigung. Glaube und Denken, Frankfurt a. M. 2012, S. 31–78.
- Wilhelm Löhe als Erzieher, Religionslehrer und Katechet. In: Dietrich Blaufuß (Hrsg.): Wilhelm Löhe. Theologie und Geschichte – Theology and History, Nürnberg 2014, S. 205–253.
- Diakonisches Lernen in Familie, Schule und Gemeinde. In: Dumitru Meghesan, Hans Schwarz (Hrsg.): Diakonie und Philanthropie. Der Dienst der Kirche an der Welt, Regensburg 2014, S. 135–150.
- „…nicht alleine der jungen Leut halben, sondern auch beide unsere Stände, geistlich und weltlich, zu erhalten.“ Die lutherische Reformation als Bildungsbewegung, In: Matthias Heesch/Thomas Kothmann/Craig L. Nessan (Hrsg.), Glaube und Denken. Theologie im Spannungsfeld von Kirche und Politik, Frankfurt a. M. 2014, S. 427–452.
- Hellas in Bayern. Die Wiedergeburt der Antike unter König Ludwig I. (Bayern), In:  Nachrichten der Evangelisch-Lutherischen Kirche in Bayern 70 (2015), S. 69–75.
- „Die Menschen sollen einander über Gott und die Aufgaben der Ethik unterrichten.“ Philipp Melanchthon – Praeceptor Europae, In: Jan B. Lášek, Kamila Veverková, Jiří Vogel (Hrsg.), Gratia autem Dei id quod sum et gratia eius in me vacua non fuit (FS für Zdeňku Kučerovi), Prag 2015, S. 191–217.
- „Erneuerung des kirchlichen Lebens. Konzept und Wirkungsgeschichte des Gesamtkatechumenats im 19. Jahrhundert“, In: Dietrich Blaufuß, Jacob Corzine (Hrsg.), Wilhelm Löhe und Bildung – Wilhelm Loehe and Christian Formation, Nürnberg 2016, S. 199–236.
- „Schlafes Bruder? Wie Kinder mit dem Tod umgehen“, In: Confessio Augustana III (2016), S. 59–66.
- „Ein unbequemer Mahner. In memoriam Hermann Sasse (1895-1976)“, In: Confessio Augustana II (2016), S. 85–92.
- „Das Protestantische Alumneum. Eine Zierde der Stadt“, In: Hans-Martin Weiss (Hrsg.), Orte der Reformation: Regensburg, Leipzig 2016, S. 32–33.
- „'Gelehrter Schulen vornehmster Schmuck...' Bildung und Reformation am Beispiel des Gymnasiums Poeticum“, In: Hans-Martin Weiss (Hrsg.), Orte der Reformation: Regensburg, Leipzig 2016, S. 48–53.
- „Kurt Frör (1905-1980). Lehren und Lernen unter dem Evangelium“, In: Confessio Augustana III (2017), S. 93–98.
- „Werden wir alle Proletarier? Zur Renaissance der Werte in Zeiten der Verunsicherung“, In: CA II (2018), S. 31–38.
- „‚...Menschen, durch die es anderen leichter wird, an Gott zu glauben‘. Evangelisches Heiligengedenken“, In: CA III (2018), S. 39–50.
- „Zwischen Thesen, Befindlichkeit und Bekenntnis. Der Versuch eines Außenstehenden die Schweizerische Kirchenlandschaft zu verstehen“, In: Matthias Heesch, Russell Kleckley, Hans Schwarz (Hrsg.), Flucht Migration und Integration / Flight, Migration and Integration. Eine Anfrage an die christliche Theologie und Diakonie / A Question for Christian Theology and Social Engagement, Berlin u. a. 2018, S. 285–310.
- „Luther as Educator: His Vision of Teaching and Learning and Ist Significance Today“, in: Stephen Hultgren / Stephen Pietsch / Jeffrey Silcock (Ed.), Luther@500 and Beyond. Martin Luther's Theology. Past, Present, Future, ADF Press: Adelaide 2019, S. 221–250.
- „Philipp Melanchthon: Der Praeceptor Europae als Friedensstifter und Brückenbauer“, in: Theologen-Europäer-Brückenbauer. Christliche Vordenker der europäischen Idee in Böhmen und Deutschland, Neuendettelsau 2020, S. 47–71.